# چه شی را
چه شی را (به کره‌ای:채시라 به انگلیسی: Chae Shi-ra) (زاده ۲۵ ژوئن ۱۹۶۸ در سئول) بازیگر در کره جنوبی است.
او به دلیل بازی در مجموعه تلویزیونی امپراتور دریا شناخته شد.

## سریال‌های تلویزیونی
- بانکدار (۲۰۱۹)
- خداحافظ به خداحافظی (۲۰۱۸)
- زنان نامهربان (۲۰۱۵)
- پنج انگشت (۲۰۱۲)
- اینسو، ملکه مادر (۲۰۱۱)
- امپراتور آهن (۲۰۰۹)
- مرد نامرئی (۲۰۰۶)
- امپراتور دریا (۲۰۰۴)
- شرایط عشق (۲۰۰۴)
- عصر طلایی خانواده منگ (۲۰۰۲)
- زنان زنده (۲۰۰۰)
- خانه مردم (۱۹۹۹)
- پادشاه و ملکه (۱۹۹۸)
- افسانه جاه‌طلبی (۱۹۹۸)
- عشق خطرناک (۱۹۹۶)
- آپارتمان (۱۹۹۵)
- ماه سئول (۱۹۹۴)
- خلبان (۱۹۹۳)
- پسر و دختر (۱۹۹۲)
- چشمان بامداد (۱۹۹۱)
- غول (۱۹۸۹)
- پامون (۱۹۸۹)
- کوچیمی (۱۹۸۷)
- خاطرات دانش‌آموران دبیرستان (۱۹۸۳)